# Kūneru Marta
Kūneru Marta (くーねるまるた, Kūneru Maruta) é uma série de manga escrita e ilustrada por Jing Takao. É publicada na revista Big Comic Spirits da editora Shogakukan desde 6 de agosto de 2012. Na Indonésia, o manga é publicado pela editora Elex Media Komputindo desde 2014, sob o título de Delicious Days with Martha. Após a conclusão, o autor lançou uma continuação sob o título Kuneru Marta Novo (くーねるマルタぬーぼ)

## Personagens
Maria Marta Cunhel Guloso (マリア・マルタ・クウネル・グロソ, Maria Maruta Kūneru Guroso)
Jovem portuguesa que fez intercâmbio no Japão e decidiu continuar a viver. Como não tem muito dinheiro, adapta várias receitas, portuguesas e japonesas, com os poucos produtos que consegue que consegue.
Mioko (美緒子)
Kaminaga (神永)
Yurie (由利絵)
Koharu Maeda (前田 小春)
Michiko (美智子)
Kunieda (国枝)
Kazuyo (かずよ)
Elisa (エリザ, Eriza)

## Lista de volumes
| N.º | Data de lançamento      | ISBN              |
| --- | ----------------------- | ----------------- |
| 1   | 30 de janeiro de 2013   | 978-4-09-184847-5 |
| 2   | 30 de maio de 2013      | 978-4-09-185305-9 |
| 3   | 29 de novembro de 2013  | 978-4-09-185728-6 |
| 4   | 30 de abril de 2014     | 978-4-09-186246-4 |
| 5   | 30 de outubro de 2014   | 978-4-09-186710-0 |
| 6   | 30 de abril de 2015     | 978-4-09-187084-1 |
| 7   | 30 de setembro de 2015  | 978-4-09-187279-1 |
| 8   | 30 de outubro de 2015   | 978-4-09-187280-7 |
| 9   | 28 de abril de 2016     | 978-4-09-187673-7 |
| 10  | 28 de outubro de 2016   | 978-4-09-189274-4 |
| 11  | 30 de janeiro de 2017   | 978-4-09-189445-8 |
| 12  | 30 de maio de 2017      | 978-4-09-189575-2 |
| 13  | 30 de outubro de 2017   | 978-4-09-189678-0 |
| 14  | 23 de fevereiro de 2018 | 978-4-09-189842-5 |

## Receção
O quinto volume alcançou a quadragésima quinta posição na tabela semanal de mangas da Oricon e vendeu 23 054 cópias até 2 de novembro de 2014. O sexto volume alcançou a trigésima nona posição na tabela e vendeu 40 623 cópias até 10 de maio de 2015. O sétimo volume alcançou a trigésima terceira posição e vendeu 28 665 cópias até 4 de outubro de 2015. O oitavo volume alcançou a quadragésima oitava posição e vendeu 18 703 cópias até 1 de novembro de 2015. O décimo primeiro volume alcançou a décima oitava posição e vendeu 23 598 cópias até 5 de fevereiro de 2017. O décimo segundo volume alcançou a vigésima posição e vendeu 23 298 cópias até 4 de junho de 2017. O décimo terceiro volume alcançou a trigésima quarta posição e vendeu 22 559 cópias até 5 de novembro de 2017.